# Rolf Cederström
Rudolf "Rolf" Sixten Christer Cederström, född 9 september 1853 i Karlskrona stadsförsamling, Blekinge län, död 4 januari 1933 i Hovförsamlingen, Stockholms stad, var en svensk kammarherre och militär.

## Biografi
Rolf Cederström föddes 1853 i Karlskrona. Han var son till kommendör friherre Thure Cederström och friherrinnan Sigrid Sparre. Cederström blev 6 juni 1871 konstituerad till furir över stat vid Marinregementet och tog avsked 14 februari 1872. Han blev 12 mars 1872 volontär vid Smålands grenadjärbataljon och avlade 3 juni 1873 mogenhetsexamen. Cederström blev 14 maj 1873 elev vid Krigsskolan och tog 25 september 1874 examen. Han blev 16 oktober 1874 underlöjtnant vid Andra livgardet, 16 november 1877 löjtnant och 20 oktober 1882 stabsadjutant och löjtnant vid Generalstaben. Cederström blev 1 januari 1884 kommenderad att tjänstgöra hos arvfurstarna och utnämndes 20 augusti 1884 till riddare av Zähringer Löwenorden första klassen. Han transporterades 2 februari 1886 till Andra livgardet som kapten och utnämndes 22 mars 1886 till riddare av Waldeckska Militärförtjänstorden tredje klassen.
Cederström anställdes i juni 1886 hos japanska prinsen Sadanarou Foushimi under hans vistelse i Stockholm. Han utnämndes 4 oktober 1887 till Uppgående solens orden femte klassen, 16 augusti 1888 till riddare av Kungliga Sachsiska Albrechtsorden andra klassen och blev 12 oktober 1889 kapten. Cederström blev 1 december 1889 ordonnansofficer hos Prins Eugen av Sverige och utnämndes 29 maj 1889 till riddare av Dannebrogorden, 1895 till riddare av Preussiska Kronorden tredje klassen och 1 december 1896 till riddare av Svärdsorden. Han följde hertigen av Närke till England, som representerade kung Oscar II vid drottning Victorias 60 årsjubileum från 15 juni 1897 till 1 juli 1897. Cederström utnämndes 15 juni 1897 till Vita elefantens orden fjärde klassen, 20 juni 1897 ENGMM och blev 15 september 1897 adjutant hos hertigen av Närke. Han tilldelades 20 september 1897 Konung Oscar II:s jubileumsminnestecken och blev 9 december 1898 major vid Göta livgarde. Cederström blev 13 mars 1903 överstelöjtnant vid Svea livgarde och tog 5 maj 1905 avsked med tillstånd att kvarstå i regementets reserv. Han tjänstgjorde från 15 maj 1905 som kammarherre hos hertigen av Närke och utnämndes 15 juni 1905 till kommendör av Victoriaorden andra klassen.
Cederström var från 1906 till 1920 verkställande direktör i Militärekiperingsabolationen och tilldelades 20 juni 1906 Kronprins Gustafs och Kronprinsessan Victorias silverbröllopsmedalj och 1907 Konung Oscar II:s och Drottning Sofias guldbröllopsminnestecken. Han utnämndes 16 juni 1908 till riddare av Nordstjärneorden, 21 juni 1910 riddare av Sankt Stanislausorden andra klassen med krans, 1910 till kommendör av Badiska Berthold I:s av Zähringen orden andra klassen, 22 april 1912 kommendör av Ekkronans orden andra klassen, 19 november 1912 kommendör av Dannebrogorden andra graden, 15 maj 1913 till kommendör av Nordstjärneorden andra graden. Han blev 31 december 1915 hovmarskalk hos hertigen av Närke och avskedades ur krigstjänsten 14 april 1916. Cederström utnämndes 6 juni 1919 till kommendör av Vasaorden första klassen, 6 juni 1923 kommendör av Nordstjärneorden första klassen och 1923 till kommendör av Oranienhusorden första klassen.